# Xã Rush, Quận Champaign, Ohio
Xã Rush (tiếng Anh: Rush Township) là một xã thuộc quận Champaign, tiểu bang Ohio, Hoa Kỳ. Năm 2010, dân số của xã này là 2.613 người.